# یائیما اورتیس
یائیما اورتیس (اسپانیایی: Yaima Ortiz‎؛ زادهٔ ۹ نوامبر ۱۹۸۱) بازیکن والیبال زن اهل کوبا است.
از باشگاه‌هایی که در آن بازی کرده‌است می‌توان به باشگاه والیبال زنان دینامو مسکو اشاره کرد.